# Люташин Андрій Олександрович
Андрій Олександрович Люташин (15 листопада 1974 — 8 березня 2022) — майор Збройних сил України, що трагічно загинув під час російського вторгнення в Україну в лютому 2022 року, Герой України з удостоєнням ордена «Золота Зірка», учасник російсько-української війни.

## Життєпис
Народився 15 листопада 1974 року. Після школи у 1991 році після розпаду СРСР вступив до Чернігівське авіаційне училище льотчиків. Закінчив навчання у 1995 році коли його закрили. Далі служив в м. Умань Черкаської області. Згодом у м. Борисполі Київської області 10 років пропрацював пілотом інструктором і навчав курсантів. Андрій вирішив повернутися до цивільного життя але коли у 2014 році розпочалась війна на сході України він пішов служити в 40 бригаді тактичної авіації. Служив на посаді начальника служби повітряно-вогневої і тактичної підготовки 40-ої бригади тактичної авіації.
24 лютого 2022 року, ризикуючи власним життям, здійснив виведення літака МіГ-29 з-під авіаційного ракетного удару. Він брав участь у груповому бою, під час якого вдалося не допустити завдання ударів з повітря та був знищений ворожий літак Су-30. У березні Андрій Люташин брав участь у авіаційній підтримці підрозділів Сухопутних військ ЗСУ в боях на підступах до Києва. Маневруючи в зоні ураження ППО противника, майор ракетним ударом знищив три БМП окупантів. Після цього його літак 8 березня 2022 року був обстріляний ворожими ракетами та збитий, льотчик не встиг катапультуватися й загинув. Але, виконавши завдання, Андрій Люташин зупинив просування противника до столиці України.
7 квітня 2022 року похований у місті Мукачеві Закарпатської області.
У квітні 2022 року його іменем назвали вулицю у Мукачеві. У листопаді 2023 року відкрито пам'ятник у селі Березівка на Київщині.

## Нагороди
- звання «Герой України» з удостоєнням ордена «Золота Зірка» (2022, посмертно) — за особисту мужність і героїзм, виявлені у захисті державного суверенітету та територіальної цілісності України, вірність військовій присязі[5].